# Серата-Веке
Серата-Веке (рум. Sărata Veche) — село у Фалештському районі Молдови. Адміністративний центр однойменної комуни, до складу якої також входять села Хітрешть та Серата-Ноуе.

## Населення
За даними перепису населення 2004 року у селі проживала 3171 особа.
Національний склад населення села:
| Національність   | Кількість осіб | Відсоток   |
| ---------------- | -------------- | ---------- |
| молдавани румуни | 3157 5         | 99,6% 0,2% |
| українці         | 5              | 0,2%       |
| росіяни          | 4              | 0,1%       |
| Всього           | 3171           | 100%       |